# 아이카츠 온 퍼레이드!
아이카츠 프렌즈!(일본어: アイカツオンパレード!)는 반다이 남코 게임즈에서 판매하는 여아용 데이터 카드다스 아케이드 게임과 이를 원작으로 하는 애니메이션이다. 전작인 아이카츠 프렌즈!(일본어: アイカツフレンズ!)에 이어 아이카츠!(일본어: アイカツ!)의 네 번째 게임 작품이다.

## 등장인물
키세키 라키
성우: 아이라 린
오토시로 노엘
성우: 카쿠마 아이